# ممكن (ألبوم)
ممكن (ألبوم) تم إنتاجه بواسطة شركة ديجيتك في أول تعاون معها مع محمد منير وصور من هذا الألبوم أغنية شتا وحواديت والليلة ديا.

## بيانات
إنتاج: ديجيتك للإنتاج الفنى 

تاريخ الإصدار:1995 في مصر

التسجيل: أستوديوهات ديجيتك

المنتج الفنى: عمرو محمود

الإشراف الفنى: علاء الكاشف

المنتج المنفذ: خالد جمال
تصوير الغلاف: راكز عبد الملك

تصميم الغلاف: شركة راى
كى بورد: مارك سبتفنز

كوله: إبراهيم فتحى

أكورديون: فاروق محمد

باص جيتار: رامونى كربشنا

بركشن: أيمن صدقى

كمنجة: منير نصر الدين وفرقته

إيقاع: خالد جمعة

دف: سليم شعراوى 

عود: حسين صابر
سبقه: أفتح قلبك

تبعه: من أول لمسة

## عن الألبوم
تم أصدار الألبوم في مصر في 1995 ويضم الألبوم عدة أغان تعد علامات له، وقد نال الألبوم الدعاية الجيدة من الشركة المنتجة فشعر به الجمهور بشكل أكبر من قبل، بعد أن كان منير حكرا على المثقفين، فشاهد الجمهور بوستراته في المحلات، وأستمعوا من خلاله لمنير في أثناء وجودهم في الشوارع، في الألبوم يتعاون منير مع عبد الرحمن الأبنودي والشاعرة كوثر مصطفي ومجدي نجيب والملحن وجيه عزيز والموسيقي النوبى على كوبان وأحمد منبيب وغيرهم 

ف في أغنية حودايت يعبر مجدي نجيب بالكلمات عن أحساس النوبين وحنينهم لــ النوبة القديمة وتذكرهم لها في حكيهم لحودايتها

و تعد أغنية ممكن ثاني تعاون مع وجيه عزيز -بعد الأربع أغانى التي جمعتهم في البوم الطول واللون والحرية - رغم أن منير قد رفضها في البداية ألا أنها صارت أغنية الألبوم

شاركت سلوى أبو جريشة في أغنية شتا التي كتبتها كوثر مصطفي

## قائمة الأغاني
| الترتيب | الاسم        | الزمن | كلمات               | تلحين       | توزيع         |
| ------- | ------------ | ----- | ------------------- | ----------- | ------------- |
| 1.      | الليلة ديه   | 03:36 | عبد الرحمن الأبنودي | عمرو محمود  | عمرو محمود    |
| 2.      | نظروة واحدة  | 04:04 | حمدى عيد            | حمدى رؤوف   | أشرف محروس    |
| 3.      | حواديت       | 03:40 | مجدي نجيب           | أحمد منيب   | أشرف محروس    |
| 4.      | برج حمام     | 04:35 | حسن رياض            | مدحت الخولي | عمرو أبو ذكرى |
| 5.      | يا بنت ياللى | 04:33 | كوثر مصطفى          | فولكلور     | عمرو محمود    |
| 6.      | شتا          | 04:15 | كوثر مصطفى          | حسين جابر   | عمرو محمود    |
| 7.      | ممكن         | 03:55 | مجدي نجيب           | وجيه عزيز   | عمرو أبو ذكري |
| 8.      | أجمل حكاية   | 04:11 | كوثر مصطفى          | علي كوبان   | عمرو محمود    |

## كلمات الأغاني
الليلة د
هفة اليلة علية.. هفيف العاشقين

نص العمر إلى راح.. قضيتة هناك غريب

لمتلك الجراح.. وجيبهالك تطيب

أرجوكى ما تسأليش.. وإحنا في نص الطريق

أصلك ما بتعرفيش.. أية بيحس الغريب

### نظرة واحدة
مش كل كل ولا أي أي.. ساعات بسورق من وأنت جى

لو على الحلاوة ملكشس زى.. عليك شقاوة تكفى حى

لما تفوت.. في عنيك بموت.. الناس تشفنى تقول ده حى

مش كل كل ولا أي أي

التقل كله عليك عليك.. والحب كلة سيبة عليا

حبك في قلبى ولع خلاص.. وفي قلبك أنت الحب نى

يا أبو ابتسامة حلوة ورقيقة.. عرفنى سرك قولى الحقيقة

نظرت عيونك صافية وبريئة.. وأزى بحورهم على طول غريقة

حبك في قلبى ولع خلاص.. وفي قلبك أنت الحب نى

### حواديت
ياما في زماننا قلوب

رسماها أعمارنا

زى النجوم حواديت

على ضل شباكنا

دى مركبى فضة

وفرحى لو قضى

حبيبى تبقى معاى

من غيرها مش هرضى

ساعات أتوه مرات

ألقى القمر هدى

يسقى النسيم شربات

في ليل طويل عدى 

الصعب راح ولا

الحب ده أحلى

لو وقفت الساعات

صوتى أكيد أعلى

لو زارنى فرحى ساعات

حواديتى مابتخلصش

قمرى حصان في الليل

ونجومه دى بترقص

والحلم ويايا

والذكرى جوايا

من بين كثير حكايات

حكايتنا دى حكاية

ساعات احب حاجات

ما يحبهاش غيرى

في الرايحة في الجايات

أغنى مع طيرى

طمنى اطمن

في القلب راح أسكن

وطول هواكى معاى

أدفا وأطمن

### برج حمام
أنا قلبي برج حمام.. هج الحمام منه

ياللي عينيك كلام.. ليه الضلوع أنوا

أنا قلبي كان شباك.. بس الهوا شباك

يا بكره باستناك.. ليك العيون حنوا

أنا قلبي برج حمام.. هج الحمام منه

ياللي عينيك كلام.. ليه الضلوع أنوا

يا حبيبتي قلبي فانوس.. بس الغنا محبوس

بكره اللي جاي شموس.. وعينيك يتحنواأنا قلبي برج حمام.. هج الحمام منه

ياللي عينيك كلام.. ليه الضلوع أنوا

### يابنت يالى
يايا بنت يا إلى بتغزلى قفطانة

غزل الصبح لية.. ع اليل تحلى خيطانة

يايا غنوة خايفة تغنى.. ياطيري إللي شارد منى

ضيعتى اليالى.. والقمر مستنى

ضيعتى اليالى.. تغزلى وتحلى

وحشانى عنيكى.. تحكى وتكلمنى

الدنيا الجميلة.. بتهل لما تهلى

ياحلوة وبريئة.. ده الزمن بيفوت

لوطال انتظارى.. الحقيقة تموت

### شتا
بعد ما أدى وبعد ما خد.. بعد هد وبنى وأحتد

شد لحاف الشتا من البرد

بعد ما لف وبعد ما دار.. بعد ما هدى وبعد ما ثار

بعد ما داب واشتاق وأحتار

حط الدبلة وحط الساعة.. حط سجايره والولاعة

علق حلمه على الشماعة

شد لحاف الشتا على جسمه

دحرج حلمه وهمة واسمه

دارى عيون عايزين يبتسمو

إلى قضى العمر هزار.. وإلى قضى العمر بجد

شد لحاف الشتا من البرد

### ممكن
أسكن بيوت الفرح.. اه ممكن

أسكن بيوت الحزن.. لا يمكن

ومستحيل يا حزن راح تسكن

قدر الزمان يفهمنى.. اه يمكن

شكلنى بطعم الأفراح.. لونى بلون التفاح

وبطعم المنجة وكمانجة.. تعزفلى ع الجرح أرتاح

يمكن
مشينى على كفوف الراح.. نسينى لو حلم وراح

أشمعنى المعنى بيعرفنى.. لو باتت في قلبنا جراح يمكن

### أجمل حكاية
لية الصبايا لية.. أجمل حكاية لية

راسمة أية حببتى في صفحة الكراس

راسمة بنت حلوة بتجرى من الحراس

راسمة اية حببتى في دفتر الأحلام

راسمة قلب نونو بيعشق الأيام

شايلة أية حببتى بين الرموش والعين

أول مرة نرسم.. ع الشجر قلبين

وأول همسة دافية في وردة جوة كتاب

أول لمسة خايفة.. وصورة للأحباب